# Huiji
Der Stadtbezirk Huiji (chinesisch 惠济区, Pinyin Huìjì Qū) ist ein Stadtbezirk im Verwaltungsgebiet der bezirksfreien Stadt Zhengzhou, Provinz Henan, Volksrepublik China. Er hat eine Fläche von 227,3 km² und zählt 303.500 Einwohner (Stand: Ende 2018).

## Administrative Gliederung
Auf Gemeindeebene setzt sich der Stadtbezirk aus sechs Straßenvierteln und zwei Großgemeinden zusammen. 